# The Little Organist
The Little Organist è un cortometraggio muto del 1912. Il nome del regista non viene riportato nei credit del film.

## Trama
La giovane Helen si trasferisce in un villaggio di campagna dove porta con sé la nipotina che le è stata affidata dalla sorella ammalata. La domenica, alla funzione religiosa l'organista, che sta poco bene, viene sostituito da Helen. Quando escono dalla chiesa, tutti i fedeli si congratulano con Helen per la sua bravura, soprattutto gli uomini, che provocano così l'irritazione delle loro mogli. Una delle pettegole del villaggio scopre che Helen viene corteggiata dal giovane pastore e porta subito la notizia alle amiche. Spiando Helen quando va a casa, vedono che coccola una bambina: lo scandalo è enorme e il giorno dopo giunge anche all'orecchio di Helen, che reagisce alle accuse con le lacrime. Il pastore, seguendola per parlare con lei, la salva dall'aggressione del bullo del villaggio. Dopo averla accompagnata a casa, nonostante tutti i pettegolezzi, la chiede in moglie. In quel mentre arriva la signora Cleves che, guarita, è arrivata dalla città per riprendersi la figlia. Nel villaggio, intanto, tutti stanno chiedendo le dimissioni del pastore. Quando la signora Cleves spiega di essere lei la madre della piccola e che Helen è sua sorella, gli animi si placano, soprattutto quando il pastore presenta Helen come la sua futura moglie.

## Produzione
Il film fu prodotto dalla Edison Manufacturing Company.

## Distribuzione
Distribuito dalla General Film Company, il film - un cortometraggio in una bobina - uscì nelle sale cinematografiche degli Stati Uniti il 19 gennaio 1912.